# Honda RCV1000R
Honda RCV1000R — мотоцикл, розроблений компанією Honda Racing Corporation для участі у змаганнях серії MotoGP з сезону 2014 року. З запровадженням нових правил для класу MotoGP з нового сезону введене поняття нової категорії учасників «Open» (мотоцикли з єдиним програмним та апаратним забезпеченням виробництва Magneti Marelli, 24-літровим баком та дозволеними 12 двигунами за сезон). Саме для цієї категорії і був розроблений новий мотоцикл на базі моделі Honda RC213V. Він постачався клієнтським командам чемпіонату за ціною 1 млн. € (з пакетом двигунів та одним оновленням протягом сезону).

## Історія
Першим, хто обкатав нову модель став Кейсі Стоунер, легендарний мотогонщик, який вигравав чемпіонат світу для Honda у 2011 році. У сезоні 2014 на RCV1000R виступали чотири гонщики: Нікі Хейден та Хіроші Аояма з «Power Electronics Aspar», Скот Реддінг з «GO&FUN Honda Gresini» та Карел Абрахам з «Cardion AB Motoracing».
Уже на перших офіційних тестах сезону у Сепанзі виявились слабкі сторони RCV1000R. Нікі Хейден показав найкращий результат серед гонщиків, що виступали на цьому мотоциклі, продемонструвавши лише 13-й результат з відставанням у 1,981 секунди від лідера Марка Маркеса на Honda RC213V. Причиною такого низького результату була названа нестача потужності. В середньому, відставання мотоциклів RCV1000R від RC213V становило 0,7 секунди на колі.
Це спонукало керівництво HRC до розробки оновлення мотоциклу, яке має з'явитись вже у сезоні 2014. Байк повинен отримати двигун з пневматичними клапанами, як у RC213V, щоправда, поки без трансмісії з неперервною подачею потужності. Один оновлений мотоцикл буде надано одному з гонщиків команди у заключній третині сезону 2014 (можливо на Гран-Прі Чехії)

## Технічні характеристики
Мотоцикл Honda RCV1000R побудований на базі моделі Honda RC213V, яку використовує заводська команда. Оскільки він постачається приватним командам, то максимальний об'єм його баку збільшений до 24 літрів. Проте він позбудеться стандартного програмного забезпечення, фірмової безривкової коробки передач та пневмо-клапанів. Потужність двигуна складатиме приблизно 235 к.с., що на 10 менше за заводські. Також RCV1000R отримав підвіски Ohlins та гальма Nissin.

## Результати виступів у MotoGP
| Рік  | Шини        | Команда               | №  | Гонщик        | Гонки | Очки | Місце |
| ---- | ----------- | --------------------- | -- | ------------- | ----- | ---- | ----- |
| 2014 | Bridgestone | Drive M7 Aspar        | 2  | Леон Кам'є    | 4     | 1    | 27    |
| 2014 | Bridgestone | Drive M7 Aspar        | 7  | Хіросі Аояма  | 18    | 68   | 14    |
| 2014 | Bridgestone | Drive M7 Aspar        | 69 | Нікі Хейден   | 13    | 47   | 16    |
| 2014 | Bridgestone | Cardion AB Motoracing | 17 | Карел Абрахам | 18    | 33   | 17    |
| 2014 | Bridgestone | GO&FUN Honda Gresini  | 45 | Скот Реддінг  | 18    | 81   | 12    |